# Sammy Kehela
Sammy (Sami) Kehela (ur.  1934 – Bagdad) – urodzony w Iraku kanadyjski brydżysta, World Life Master (WBF).

## Wyniki brydżowe

### Olimpiady
Na olimpiadach uzyskał następujące rezultaty:
| Olimpiady brydżowe. Zawody teamów | Olimpiady brydżowe. Zawody teamów | Olimpiady brydżowe. Zawody teamów | Olimpiady brydżowe. Zawody teamów | Olimpiady brydżowe. Zawody teamów | Olimpiady brydżowe. Zawody teamów |
| Rok                               | Miejsce                           | Zawody                            | Kategoria                         | Drużyna                           | Pozycja                           |
| --------------------------------- | --------------------------------- | --------------------------------- | --------------------------------- | --------------------------------- | --------------------------------- |
| 1988                              | Wenecja                           | 8. Olimpiada Teamów               | Open                              | Canada                            | 19                                |
| 1980                              | Valkenburg                        | 6. Olimpiada Teamów               | Open                              | Canada                            | 9                                 |
| 1976                              | Monte Carlo                       | 5. Olimpiada Teamów               | Open                              | Canada                            | 13                                |
| 1972                              | Miami Beach                       | 4. Olimpiada Brydżowa             | Open                              | Canada                            | 3                                 |
| 1968                              | Deauville                         | 3. Olimpiada Teamów               | Open                              | Canada                            | 3                                 |
| 1964                              | Nowy Jork                         | 2. Olimpiada Teamów               | Open                              | Canada                            | 4                                 |
| 1960                              | Turyn                             | 1. Olimpiada Teamów               | Open                              | Canada                            | 7                                 |

### Zawody światowe
W światowych zawodach zdobył następujące lokaty:
| Mistrzostwa Świata. Konkurencja teamów | Mistrzostwa Świata. Konkurencja teamów | Mistrzostwa Świata. Konkurencja teamów | Mistrzostwa Świata. Konkurencja teamów | Mistrzostwa Świata. Konkurencja teamów | Mistrzostwa Świata. Konkurencja teamów |
| Rok                                    | Miejsce                                | Zawody                                 | Kategoria                              | Drużyna                                | Pozycja                                |
| -------------------------------------- | -------------------------------------- | -------------------------------------- | -------------------------------------- | -------------------------------------- | -------------------------------------- |
| 1982                                   | Biarritz                               | 6. Mistrzostwa Świata                  | Open                                   | Andrews                                | 3                                      |
| 1978                                   | Nowy Orlean                            | 5. Mistrzostwa Świata                  | Open                                   | Nagy                                   | 5                                      |
| 1974                                   | Wenecja                                | 20. Mistrzostwa Świata Teamów          | Open                                   | North America                          | 2                                      |
| 1967                                   | Miami                                  | 15. Mistrzostwa Świata Teamów          | Open                                   | North America                          | 2                                      |
| 1966                                   | Saint-Vincent                          | 14. Mistrzostwa Świata Teamów          | Open                                   | North America                          | 2                                      |

## Klasyfikacja
- Sammy Kehela – klasyfikacja WBF (ang.)